# Jonathan Adagogo Green
Jonathan Adagogo Green (J. A. Green, 1873, Bonny, Rivers – 1905) byl nigerijský fotograf a „první domácí profesionální fotograf Nigérie“. Je významný tím, že je průkopnickým nigerijským fotografem, známý svou dokumentací koloniální moci a místní kultury, zejména své komunity Ibani Ijo.

## Životopis
Green se narodil v Bonny, dnešní nigerijský stát Rivers. Studoval fotografii v Sierra Leone a poté se vrátil do Bonny, kde založil studio. Jako fotograf byl aktivní jen krátce, zemřel ve věku 32 let. „Během tohoto období byl energicky produktivní a pozoruhodně obratný při obsluze domorodých i koloniálních klientů.“ „Když si založil obchod, jeho práci ocenily a odměnily dvě velmi odlišné komunity.“ Jeho „strategické použití iniciál na vizitkách a razítkách... zamaskovalo jeho africký původ“, což bylo součástí jeho spolupráce s úředníky z koloniální éry.

## Galerie

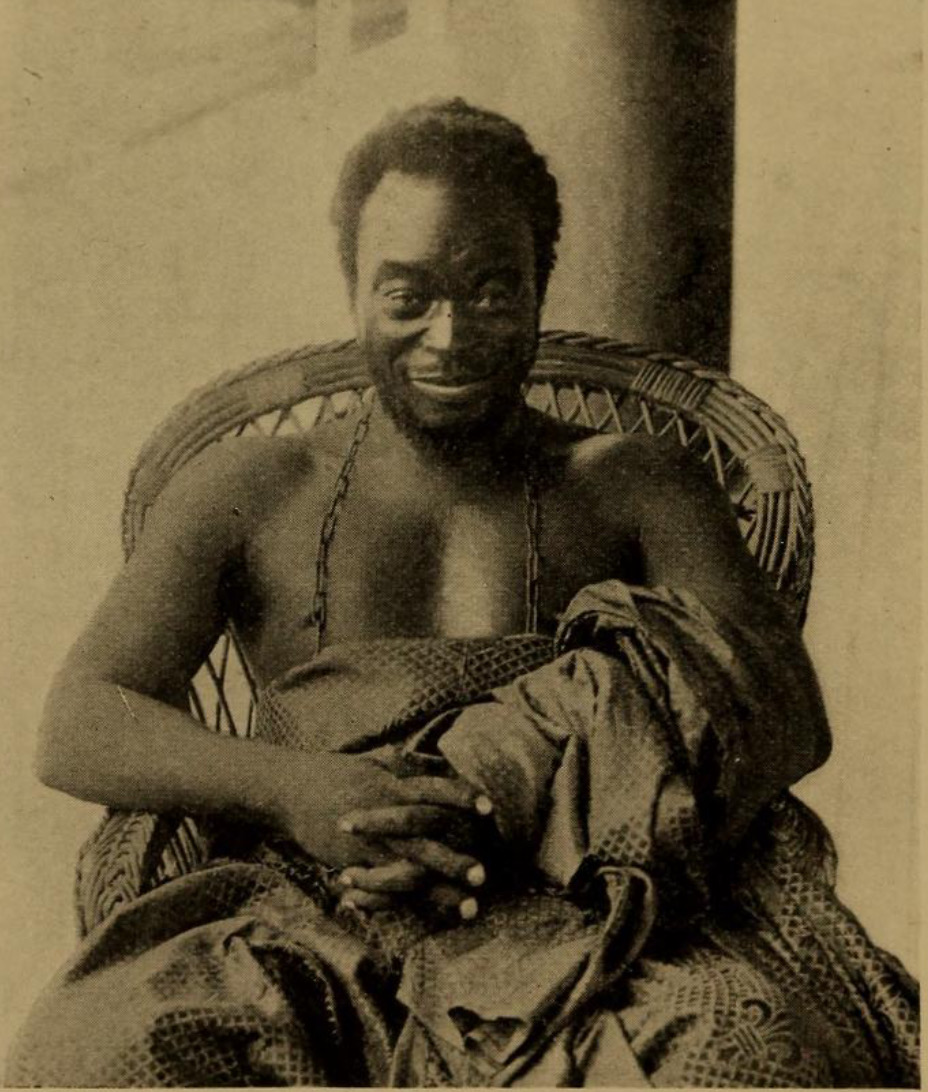
Uvorama (Overami) Nabeshi, Poslední král (Oba) Beninu. Z fotografie pořízené na palubě protektorátní jachty na pobřeží Nigeru, když byl král na cestě do exilu. (1897)